# Двајт (Небраска)
Двајт (енгл. Dwight) град је у америчкој савезној држави Небраска.

## Демографија
По попису из 2010. године број становника је 204, што је 55 (-21,2%) становника мање него 2000. године.
| Група             | 2000.       | 2010.        |
| Белци             | 257 (99,2%) | 204 (100,0%) |
| Афроамериканци    | 0 (0,0%)    | 0 (0,0%)     |
| Азијати           | 0 (0,0%)    | 0 (0,0%)     |
| Хиспаноамериканци | 0 (0,0%)    | 0 (0,0%)     |
| Укупно            | 259         | 204          |